# Línea River (New Jersey Transit)
La línea River o River Line es una línea de tren ligero de Tren-tram que sirve al Valle de Delaware en el sur del estado de Nueva Jersey conectando las ciudades de Camden y Trenton, la capital de Nueva Jersey. Inaugurado el 7 de octubre de 1994, actualmente la línea River cuenta con 21 estaciones.
Tiene la particularidad de funcionar con tracción diesel.

## Administración
El Tren-tram de Valle de Delaware es administrado por la Southern New Jersey Rail Group y Bombardier Transportation.